# Willy Schmitter
Pour les articles homonymes, voir Schmitter.
Wilhelm Robert Schmitter connu comme Willy Schmitter, né le 8 février 1884 à Mülheim et mort le 18 septembre 1905 à Leipzig, est un coureur cycliste allemand.

## Biographie
Schmitter est fils de boulanger. Après le lycée, il commence à étudier pour devenir pharmacien mais se passionne pour le cyclisme.
En mai 1902, il remporte la "Rheingold-Pokal"  en vitesse amateurs, devant la star danoise du cyclisme Orla Nord (de), et termine deuxième du championnat de Cologne derrière son ami Peter Günther, son rival et aussi son partenaire de tandem.
En 1903, il devient professionnel de demi-fond. Au cours de sa première année en tant que professionnel, il remporte 12 compétitions et termine quatrième aux championnats du monde de cyclisme sur piste. Il remporte de nombreux Grands Prix, battant des coureurs de classe mondiale tels que Thaddäus Robl, Robert Walthour, Piet Dickentman ou Peter Günther. Il devient rapidement très populaire, notamment en raison de sa nature enjouée.
En juillet 1904, Schmitter prend la quatrième place du championnat du monde de demi-fond professionnels à Anvers.
L'amitié de Willy Schmitter  avec Peter Günther cède la place à la rivalité; les supporters de Cologne se divisent en un "parti Schmitter" et un "parti Günther". Les entraineurs des deux coureurs alimentent également cette opposition. Le 9 juillet 1904, Ils tentent de s'écarter lors du "Grand Prix du Rhin". Günther et son entraineur tombent, mais toutes les personnes impliquées sortent indemnes. Le "parti Schmitter", qui est majoritaire, blâme ensuite Heinrich Otto, et Günther perd un peu de sa popularité à Cologne.
Au cours de sa dernière année de compétition, il remporte la plupart des courses auxquelles il participe.
Schmitter est troisième au classement des revenus des coureurs allemands pour 1905.
Lors des championnats d'Europe de cyclisme sur piste à Leipzig, le 18 septembre 1905, le pneu avant de son vélo éclate. Il tombe sur la piste et est renversé par l'entraineur d'Henri Contenet, conduite par un Allemand. Il a de nombreux os brisés et une fracture du crâne. Il décède plus tard dans la nuit à l'âge de 21 ans. Son cortège funèbre réuni cinquante mille personnes. Il est inhumé à Mülheim

## Palmarès sur piste
- 1905 : Roue d'Or du Rhin (7 mai)

## Hommage
Le vélodrome disparu de Mülheim portait son nom.
En 1930, Le "RC Schmitter", club de cyclisme est fondé à Cologne 